# Sphaerodactylus cinereus
Sphaerodactylus cinereus – gatunek jaszczurki z rodziny Sphaerodactylidae. 

## Zasięg występowania
Występuje w zachodniej części wyspy Haiti na terytorium państwa Haiti.

## Budowa ciała
Osiąga do 3,5 cm długości. Pysk wydłużony, ma kształt płaskiego dzioba. Na końcach palców występują rozszerzone i zaokrąglone przylgi oraz krótkie, słabo rozwinięte pazurki. Źrenice oczu okrągłe.
Ubarwienie grzbietu brązowe z licznymi jasnymi i ciemnymi plamkami.

## Biologia i ekologia

### Tryb życia i biotop
Zamieszkuje suche lasy i plantacje, często spotyka się go również w terenach zabudowanych. Prowadzi nocny tryb życia. Nie wydaje odgłosów.

### Odżywianie
Żywi się niewielkimi owadami, zwłaszcza mrówkami i termitami.

### Rozród
W sezonie godowym samica składa, w dziuplach, szczelinach kry lub budynków, tylko jedno kuliste jajo o średnicy 4–6 mm. Po złożeniu ma ono miękką i lepką skorupkę, która szybko wysycha, twardnieje i staje się bardzo krucha. Młody osobnik po wykluciu ma 20–25 mm długości.